# Cercocarpus fothergilloides
Cercocarpus fothergilloides är en rosväxtart som beskrevs av Carl Sigismund Kunth. Cercocarpus fothergilloides ingår i släktet Cercocarpus och familjen rosväxter. Inga underarter finns listade i Catalogue of Life.